# Saint-Arnoult (Oise)
Pour les articles homonymes, voir Saint-Arnoult.
Saint-Arnoult est une commune française située dans le département de l'Oise, en région Hauts-de-France.
Ses habitants sont appelés les Saint-Arnoltiens.

## Géographie

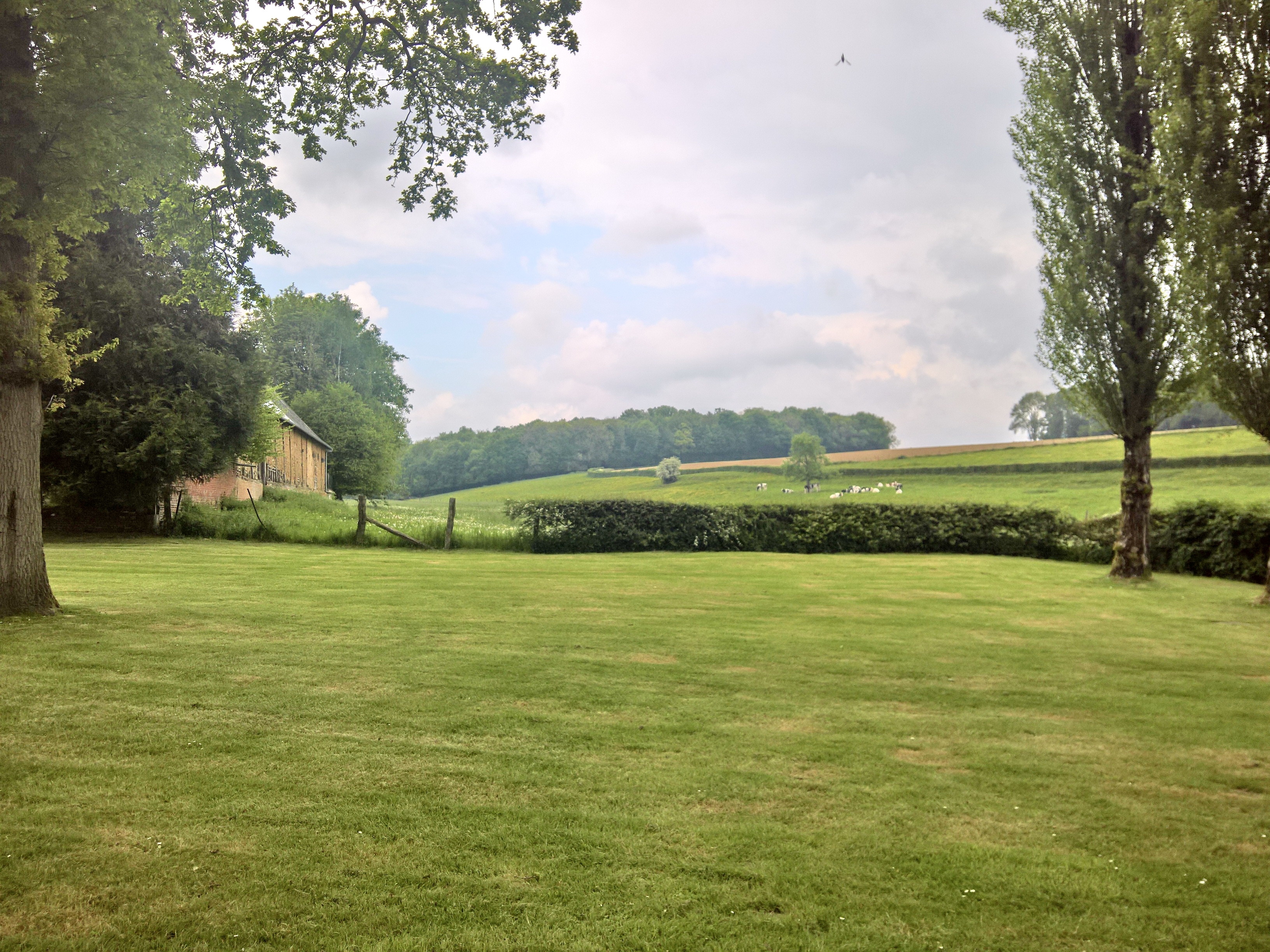
Paysage de prés, depuis l'église.

### Localisation
Saint-Arnoult est un village rural du pays de Bray picard, situé à l'extrémité ouest du département de l'Oise, en bordure du département de la Seine-Maritime.

### Hydrographie
La commune est située dans le bassin Seine-Normandie. Elle n'est drainée par aucun cours d'eau,.

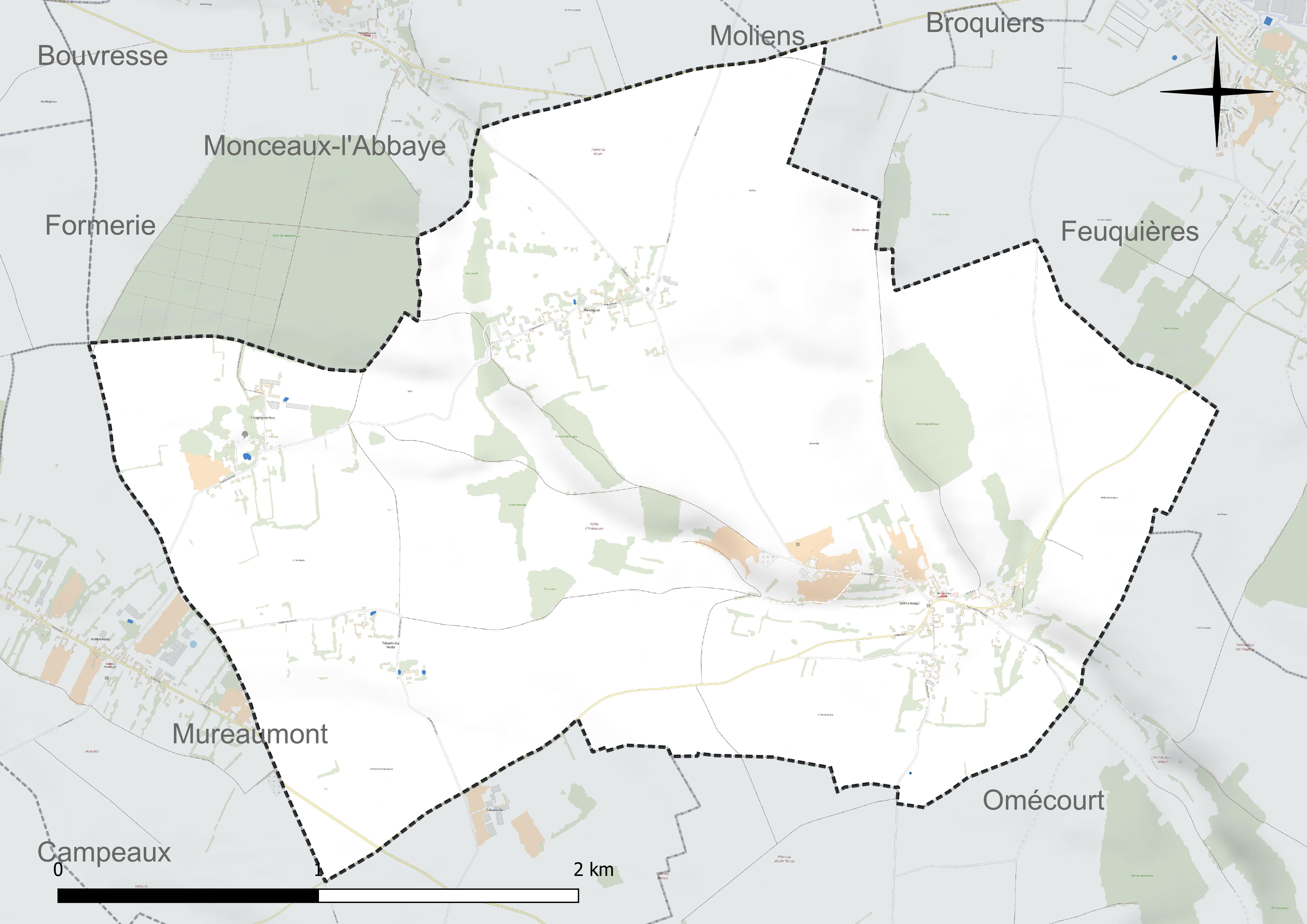
Réseau hydrographique de Saint-Arnoult.

### Climat
Le climat qui caractérise la commune est qualifié, en 2010, de « climat océanique dégradé des plaines du Centre et du Nord », selon la typologie des climats de la France qui compte alors huit grands types de climats en métropole. En 2020, la commune ressort du type « climat océanique altéré » dans la classification établie par Météo-France, qui ne compte désormais, en première approche, que cinq grands types de climats en métropole. Il s'agit d'une zone de transition entre le climat océanique, le climat de montagne et le climat semi-continental. Les écarts de température entre hiver et été augmentent avec l'éloignement de la mer. La pluviométrie est plus faible qu'en bord de mer, sauf aux abords des reliefs.
Les paramètres climatiques qui ont permis d'établir la typologie de 2010 comportent six variables pour les températures et huit pour les précipitations, dont les valeurs correspondent à la normale 1971-2000. Les sept principales variables caractérisant la commune sont présentées dans l'encadré ci-après.
| Paramètres climatiques communaux sur la période 1971-2000 - Moyenne annuelle de température : 9,7 °C - Nombre de jours avec une température inférieure à −5 °C : 3,5 j - Nombre de jours avec une température supérieure à 30 °C : 3,1 j - Amplitude thermique annuelle : 14,2 °C - Cumuls annuels de précipitation : 855 mm - Nombre de jours de précipitation en janvier : 12,9 j - Nombre de jours de précipitation en juillet : 8,9 j |

Avec le changement climatique, ces variables ont évolué. Une étude réalisée en 2014 par la Direction générale de l'Énergie et du Climat complétée par des études régionales prévoit en effet que la  température moyenne devrait croître et la pluviométrie moyenne baisser, avec toutefois de fortes variations régionales. La station météorologique de Météo-France installée sur la commune et mise en service en 2001 permet de connaître en continu l'évolution des indicateurs météorologiques. Le tableau détaillé pour la période 1981-2010 est présenté ci-après.
| Mois                                  | jan.          | fév.           | mars           | avril         | mai           | juin          | jui.          | août         | sep.          | oct.          | nov.          | déc.           | année     |
| ------------------------------------- | ------------- | -------------- | -------------- | ------------- | ------------- | ------------- | ------------- | ------------ | ------------- | ------------- | ------------- | -------------- | --------- |
| Température minimale moyenne (°C)     | 0,8           | 1,1            | 2,6            | 4,4           | 7,5           | 10,2          | 12,2          | 12,3         | 9,8           | 7,7           | 4,3           | 0,5            | 6,1       |
| Température moyenne (°C)              | 3,2           | 3,9            | 6,3            | 9,3           | 12,4          | 15,7          | 17,7          | 17,5         | 14,7          | 11,3          | 6,9           | 2,8            | 10,2      |
| Température maximale moyenne (°C)     | 5,6           | 6,7            | 10,1           | 14,3          | 17,3          | 21,2          | 23,1          | 22,7         | 19,6          | 14,9          | 9,6           | 5,1            | 14,2      |
| Record de froid (°C) date du record   | −13 18.01.13  | −12,6 12.02.12 | −11,5 04.03.05 | −4,5 07.04.08 | −0,8 06.05.19 | 2,5 14.06.05  | 5 31.07.07    | 4,9 21.08.14 | 2,4 30.09.18  | −3,8 29.10.03 | −5,4 30.11.16 | −12,1 26.12.10 | −13 2013  |
| Record de chaleur (°C) date du record | 14,1 09.01.15 | 17,9 27.02.19  | 23,2 31.03.21  | 25,7 20.04.18 | 29,7 27.05.05 | 34,6 21.06.17 | 40,6 25.07.19 | 37 09.08.20  | 32,5 15.09.20 | 28,5 01.10.11 | 18,5 08.11.15 | 14 30.12.21    | 40,6 2019 |
| Précipitations (mm)                   | 70,1          | 62,9           | 76,1           | 47,7          | 61,2          | 49,8          | 70,6          | 65,8         | 40,8          | 65,4          | 79,9          | 76,6           | 766,9     |

#### Climat de la Picardie
| Mois                        | Jan  | Fév  | Mar   | Avr   | Mai   | Jui   | Jui   | Aoû   | Sep   | Oct   | Nov  | Déc  | Année  |
| Températures minimales (°C) | 1    | 1,1  | 2,7   | 4,4   | 7,6   | 10,3  | 12,2  | 12,2  | 10,4  | 7,7   | 3,9  | 1,8  | 6,3    |
| Températures maximales (°C) | 5,6  | 6,5  | 9,4   | 12,4  | 16,2  | 18,9  | 21,0  | 21,3  | 18,9  | 14,8  | 9,4  | 6,5  | 13,4   |
| Températures moyennes (°C)  | 3,3  | 3,8  | 6,0   | 8,4   | 11,9  | 14,6  | 16,6  | 16,7  | 14,7  | 11,3  | 6,7  | 4,2  | 9,8    |
| Ensoleillement (h)          | 52,6 | 81,3 | 114,0 | 165,6 | 199,0 | 209,7 | 215,4 | 207,8 | 151,5 | 113,7 | 74,4 | 47,5 | 1637,9 |
| Pluviométrie (mm)           | 59,2 | 48,3 | 55,0  | 48,1  | 53,6  | 61,8  | 57,4  | 57    | 68    | 71,8  | 81,2 | 70,2 | 731,5  |

## Urbanisme

### Typologie
Au 1er janvier 2024, Saint-Arnoult est catégorisée commune rurale à habitat dispersé, selon la nouvelle grille communale de densité à sept niveaux définie par l'Insee en 2022.
Elle est située hors unité urbaine. Par ailleurs la commune fait partie de l'aire d'attraction de Beauvais, dont elle est une commune de la couronne,. Cette aire, qui regroupe 162 communes, est catégorisée dans les aires de 50 000 à moins de 200 000 habitants,.

### Occupation des sols
L'occupation des sols de la commune, telle qu'elle ressort de la base de données européenne d'occupation biophysique des sols Corine Land Cover (CLC), est marquée par l'importance des territoires agricoles (96,8 % en 2018), une proportion identique à celle de 1990 (96,8 %). La répartition détaillée en 2018 est la suivante : 
terres arables (60,7 %), prairies (24,6 %), zones agricoles hétérogènes (11,5 %), zones urbanisées (3,2 %). L'évolution de l'occupation des sols de la commune et de ses infrastructures peut être observée sur les différentes représentations cartographiques du territoire : la carte de Cassini (XVIIIe siècle), la carte d'état-major (1820-1866) et les cartes ou photos aériennes de l'IGN pour la période actuelle (1950 à aujourd'hui).

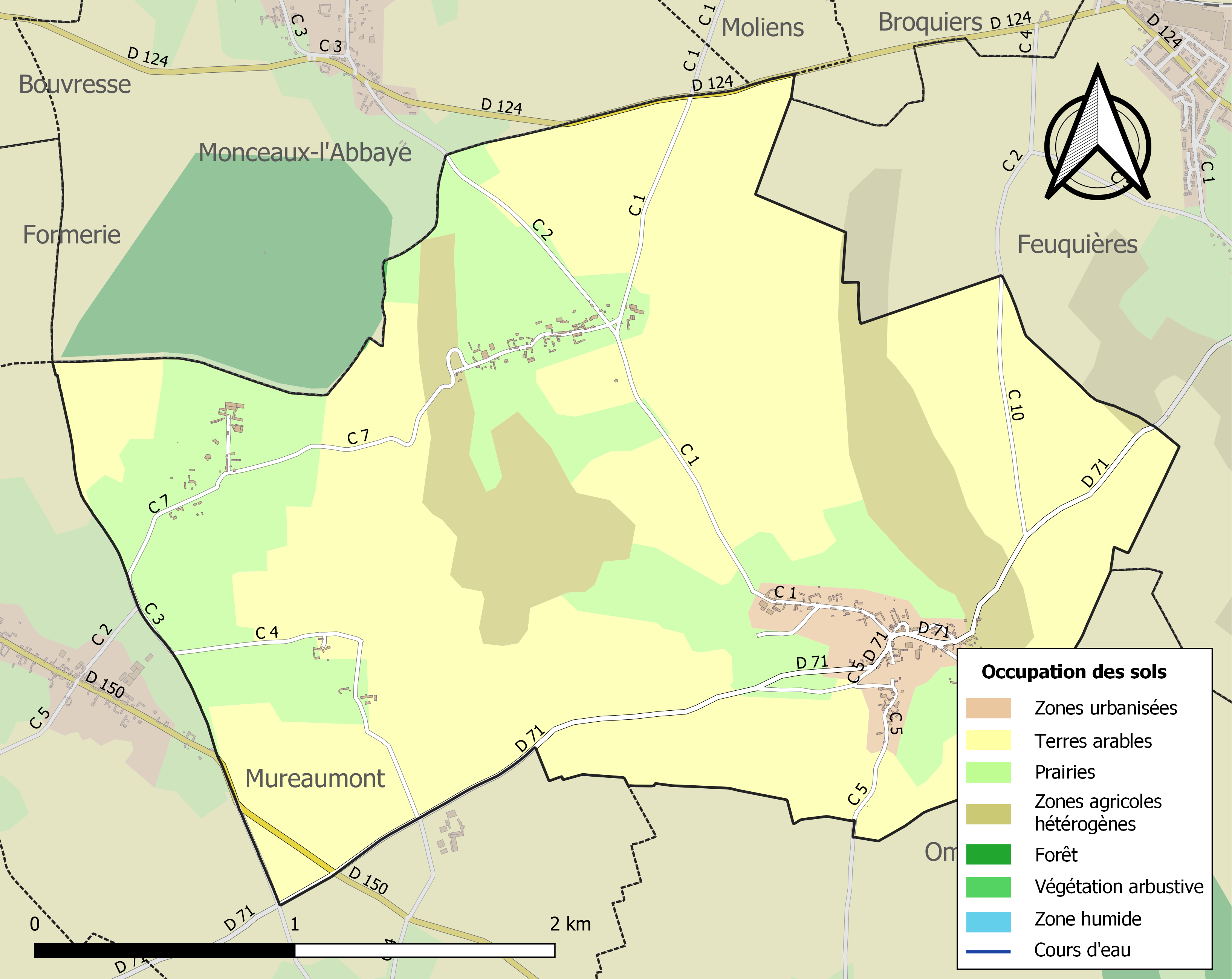
Carte des infrastructures et de l'occupation des sols de la commune en 2018 (CLC).

### Lieux-dits, hameaux et écarts
La commune comprend deux hameaux : Marcoquet et Colagnie-des-Fenêts.
Colagnies-le-Bas, aujourd'hui hameau de Mureaumont, a été rattaché à Saint-Arnoult de 1826 à 1841.

### Voies de communication et transports
Saint-Arnoult est accessible par la route départementale 919 (ex-route nationale 319).
La gare la plus proche est celle d'Abancourt desservie par des trains TER Normandie circulant entre les gares d'Amiens et de Rouen-Rive-Droite et par des trains TER Hauts-de-France circulant entre les gares d'Amiens et de Lille-Flandres ainsi qu'entre les gares de Beauvais et du Tréport - Mers.
La commune est desservie, en 2023, par les lignes 6113, 6150 et 6151 du réseau interurbain de l'Oise.
Saint-Arnoult est située à 35 km de l'aéroport de Paris Beauvais Tillé. Il n'existe aucune liaison directe entre la commune et l'aéroport par des transports en commun.

## Toponymie
Le nom de la localité est attesté sous les formes de Sancto Arnulfo (vers 1150) ; Sanctus Arnufus (1154) ; in territorio Sancti Arnulfi (1155) ; Guidus de Sancto Arnulfo (1170) ; de Sancto Arnulfo (1199) ; Sanctus Arnulfus (1210) ; Sanctus Arnulphus (1220) ; Saint Arnoul (1377) ; Sainct Ernoul (1557) ; Saint Arnoult (XVIe) ; Saint Arnou (1667) ; Arnoult (1794).

Le village a été placé sous la protection d'un saint dénommé Arnulfus, peut-être Arnoult de Soissons.
Durant la Révolution française, la commune porte le nom d'Arnoult-les-Montagnes.

## Histoire
Des sarcophages antiques ont été retrouvés au lieu-dit « le Mont Blanc », près du bois qui domine le village.
Louis Graves indiquait en 1850 : « Le domaine de Monceaux qui était une dépendance considérable du territoire de Saint-Arnoult, fut donné en 1140 à l'abbaye de Lannoy, par Arnulphe de Briostel. On y mit un curé dans le seizième siècle, et il s'ensuivit un procès avec celui de Saint-Arnoult. qui prétendait que les habitants devaient demeurer ses paroissiens ; mais il fut débouté. (...) La seigneurie appartenait, dans les temps anciens, à la maison de Canny-sur-Thérain. Anthoine d'Halescourt, seigneur de Canny, la vendit en 1609 à l'abbaye de Saint-Germer, pour la somme de dix mille six cents livres ».

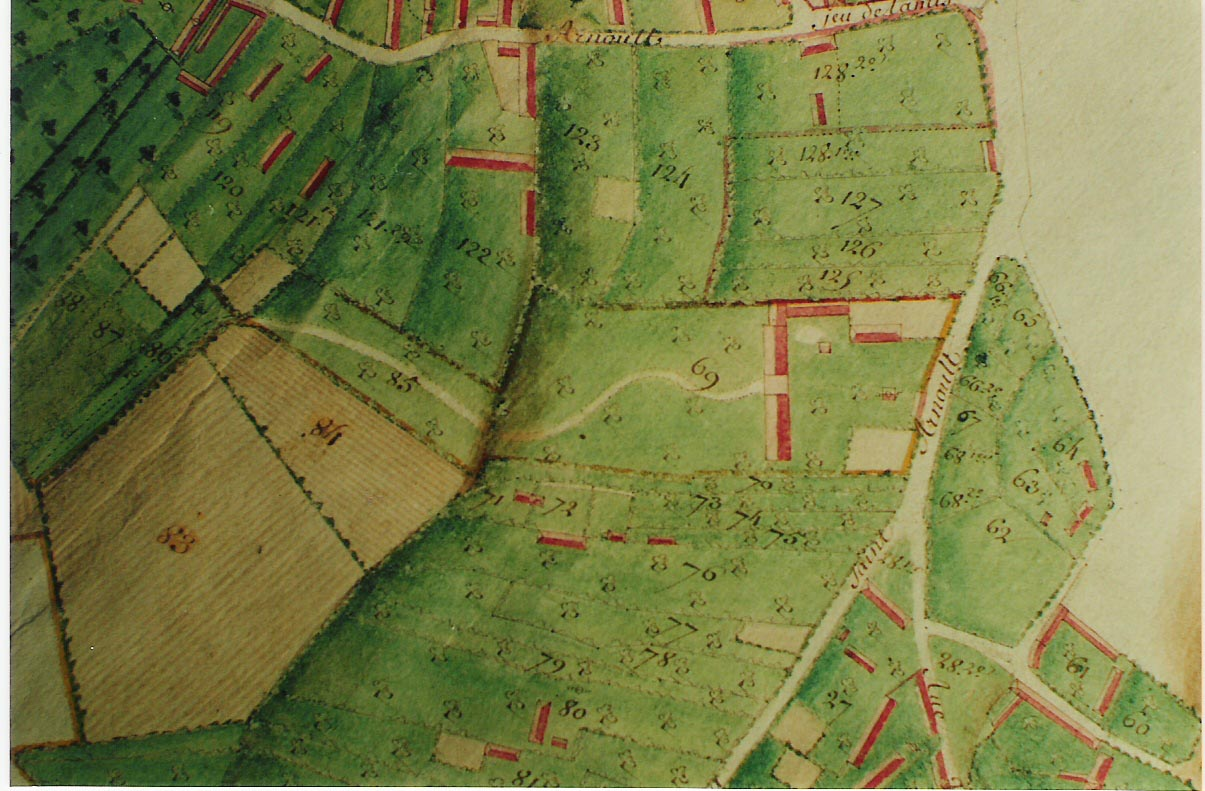
Détail d'un plan de 1751 dressé pour l'abbaye de Beaubec.

La région avait sous l'Ancien Régime une importante activité de tissage de serge, dites d'Aumale et Saint-Arnoult dépendait du bureau de vérification de leur conformité installé à Moliens par arrêt du Conseil d'État, donné à Marly le treize mai 1698. Cette activité a été remplacée après la Révolution française par la fabrication à domicile de la bonneterie (et notamment la confection des bas de laine au métier à tisser). Vers 1850, vingt ateliers existaient au village, employant 45 hommes et 14 femmes ou enfants, fabriquant 12 000 douzaines de pièces par an.
Toujours vers 1850, on notait l'existence Saint-Arnoult, d'un presbytère et d'une école, ainsi que d'un moulin à vent sur les hauteurs de  et six pressoirs à cidre.

## Politique et administration

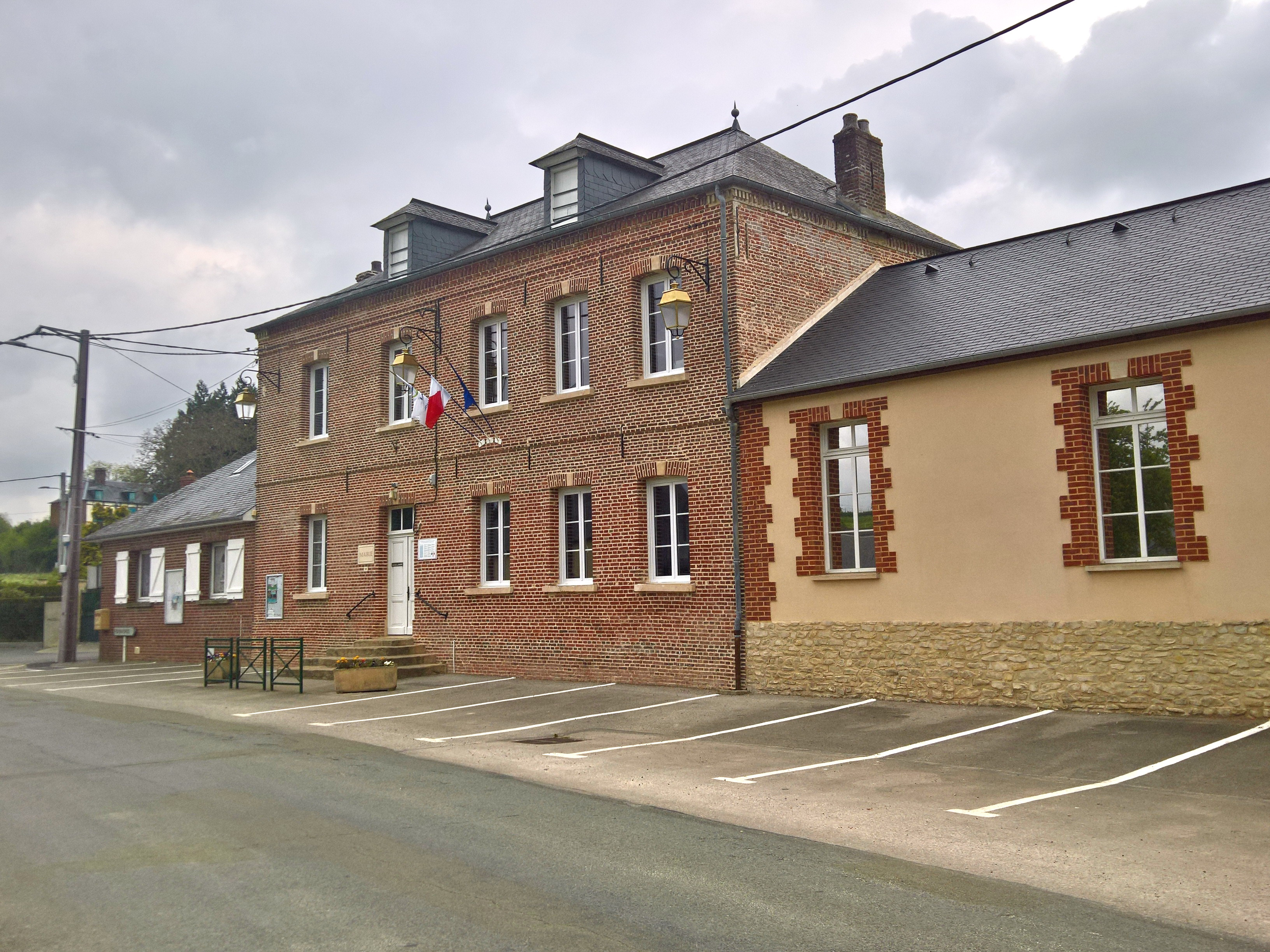
La mairie-école

### Rattachements administratifs et électoraux
La commune se trouve dans l'arrondissement de Beauvais du département de l'Oise. Pour l'élection des députés, elle fait partie depuis 1988 de la deuxième circonscription de l'Oise.
Elle faisait partie depuis 1801 du canton de Formerie. Dans le cadre du redécoupage cantonal de 2014 en France, Saint-Arnoult est désormais rattachée au canton de Grandvilliers.

### Intercommunalité
Saint-Arnoult fait partie, comme quatre-vingt-huit autres communes, de la communauté de communes de la Picardie Verte qui correspond l'ensemble des communes des cantons de Formerie, Grandvilliers et Marseille-en-Beauvaisis, ainsi que certaines communes du canton de Songeons.
La commune fait également partie du « Grand Beauvaisis », l'un des seize pays a constituer le « Pays de Picardie ».

### Liste des maires
| Période                                  | Période                    | Identité    | Étiquette | Qualité                         |
| ---------------------------------------- | -------------------------- | ----------- | --------- | ------------------------------- |
| Les données manquantes sont à compléter. |                            |             |           |                                 |
| avant 1995                               | 2001                       | André Genty | DVD       |                                 |
| 2001                                     | En cours (au 17 juin 2020) | Noël Bouton |           | Réélu pour le mandat 2020-2026, |

## Population et société

### Démographie

#### Évolution démographique
L'évolution du nombre d'habitants est connue à travers les recensements de la population effectués dans la commune depuis 1793. Pour les communes de moins de 10 000 habitants, une enquête de recensement portant sur toute la population est réalisée tous les cinq ans, les populations de référence des années intermédiaires étant quant à elles estimées par interpolation ou extrapolation. Pour la commune, le premier recensement exhaustif entrant dans le cadre du nouveau dispositif a été réalisé en 2005.

En 2022, la commune comptait 202 habitants, en évolution de −6,48 % par rapport à 2016 (Oise : +0,87 %, France hors Mayotte : +2,11 %).
| 1793 | 1800 | 1806 | 1821 | 1831 | 1836 | 1841 | 1846 | 1851 |
| ---- | ---- | ---- | ---- | ---- | ---- | ---- | ---- | ---- |
| 608  | 622  | 668  | 660  | 761  | 754  | 633  | 636  | 620  |

| 1856 | 1861 | 1866 | 1872 | 1876 | 1881 | 1886 | 1891 | 1896 |
| ---- | ---- | ---- | ---- | ---- | ---- | ---- | ---- | ---- |
| 570  | 529  | 489  | 469  | 450  | 400  | 356  | 334  | 310  |

| 1901 | 1906 | 1911 | 1921 | 1926 | 1931 | 1936 | 1946 | 1954 |
| ---- | ---- | ---- | ---- | ---- | ---- | ---- | ---- | ---- |
| 278  | 265  | 246  | 223  | 239  | 219  | 228  | 234  | 259  |

| 1962 | 1968 | 1975 | 1982 | 1990 | 1999 | 2005 | 2006 | 2010 |
| ---- | ---- | ---- | ---- | ---- | ---- | ---- | ---- | ---- |
| 274  | 281  | 241  | 203  | 173  | 172  | 177  | 176  | 187  |

| 2015 | 2020 | 2022 | - | - | - | - | - | - |
| ---- | ---- | ---- | - | - | - | - | - | - |
| 216  | 199  | 202  | - | - | - | - | - | - |

#### Pyramide des âges
La population de la commune est relativement âgée.
En 2018, le taux de personnes d'un âge inférieur à 30 ans s'élève à 28,7 %, soit en dessous de la moyenne départementale (37,3 %). À l'inverse, le taux de personnes d'âge supérieur à 60 ans est de 40,7 % la même année, alors qu'il est de 22,8 % au niveau départemental.
En 2018, la commune comptait 115 hommes pour 96 femmes, soit un taux de 54,5 % d'hommes, largement supérieur au taux départemental (48,89 %).
Les pyramides des âges de la commune et du département s'établissent comme suit.
| Hommes | Classe d’âge | Femmes |
| ------ | ------------ | ------ |
| 0,9    | 90 ou +      | 1,1    |
| 9,3    | 75-89 ans    | 14,3   |
| 27,8   | 60-74 ans    | 28,6   |
| 13,9   | 45-59 ans    | 15,4   |
| 16,7   | 30-44 ans    | 15,4   |
| 15,7   | 15-29 ans    | 12,1   |
| 15,7   | 0-14 ans     | 13,2   |

| Hommes | Classe d’âge | Femmes |
| ------ | ------------ | ------ |
| 0,5    | 90 ou +      | 1,4    |
| 5,5    | 75-89 ans    | 7,6    |
| 15,6   | 60-74 ans    | 16,3   |
| 20,8   | 45-59 ans    | 20     |
| 19,4   | 30-44 ans    | 19,4   |
| 17,6   | 15-29 ans    | 16,2   |
| 20,6   | 0-14 ans     | 19,1   |

## Économie
La commune ne comporte aucun commerce (pharmacie, bar...).

## Culture locale et patrimoine

### Lieux et monuments
- Vestiges d'un prieuré du XVe siècle dépendant de l'abbaye de Beaubec, en pans de bois et torchis, à deux niveaux et comble à surcroît de la fin du XVe siècle, avec de beaux décors sculptés[30], et son jardin[31], ouvert pendant la période estivale[32].

Le Prieuré
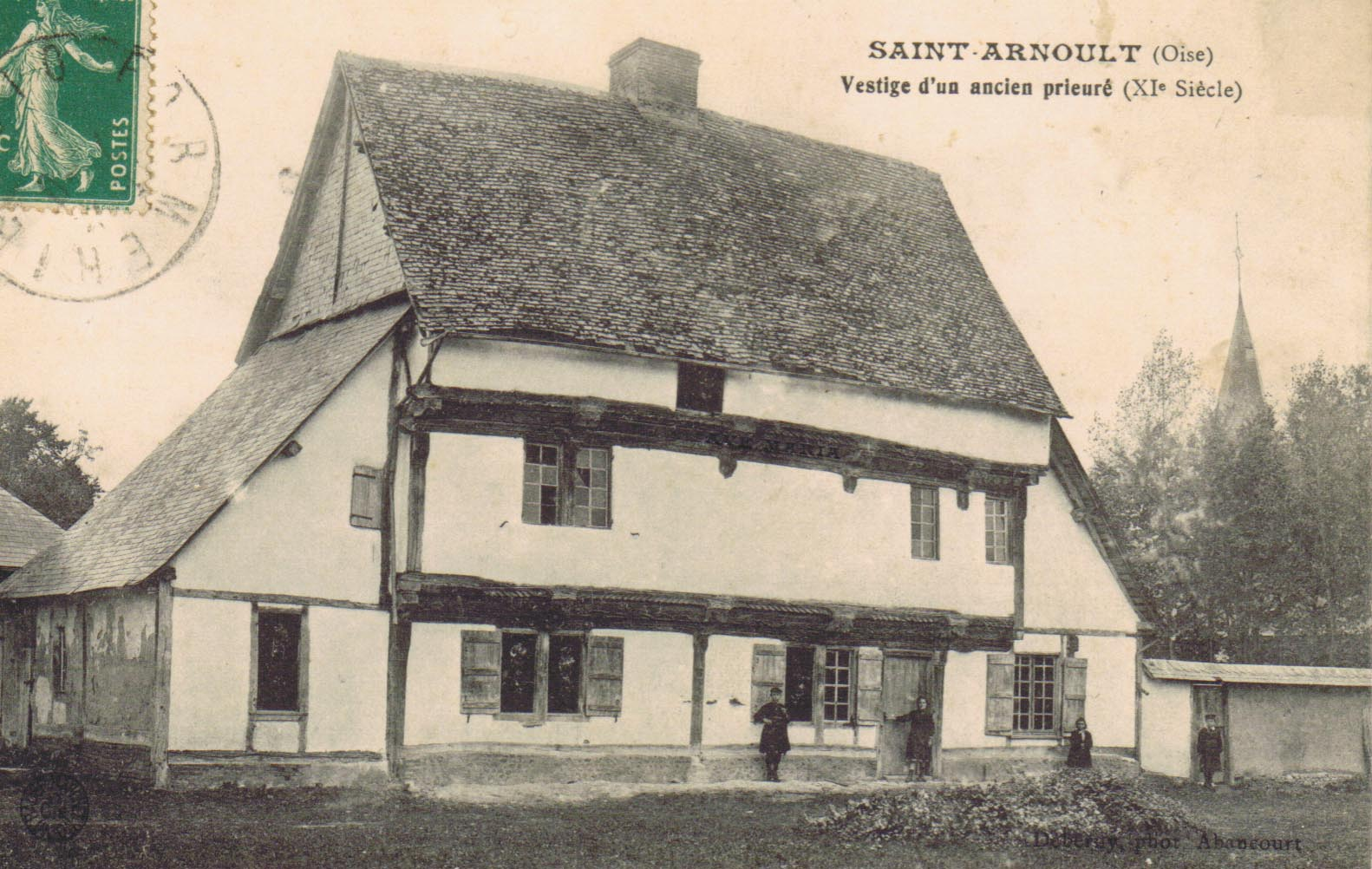
Le prieuré, dans les premières années du XXe siècle...
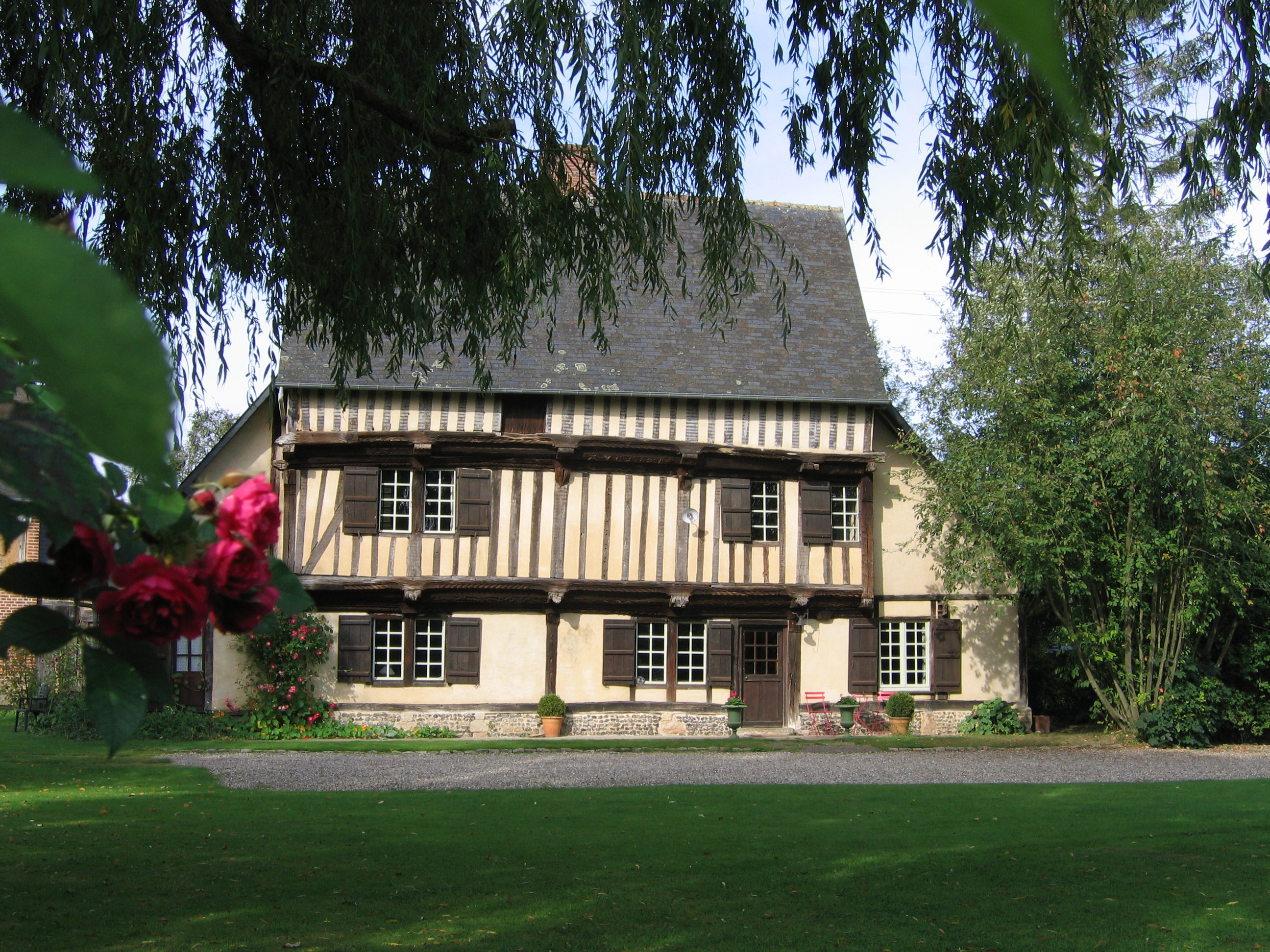
... et en 2007

- Château au hameau de Marcoquet

Le château de Marcoquet
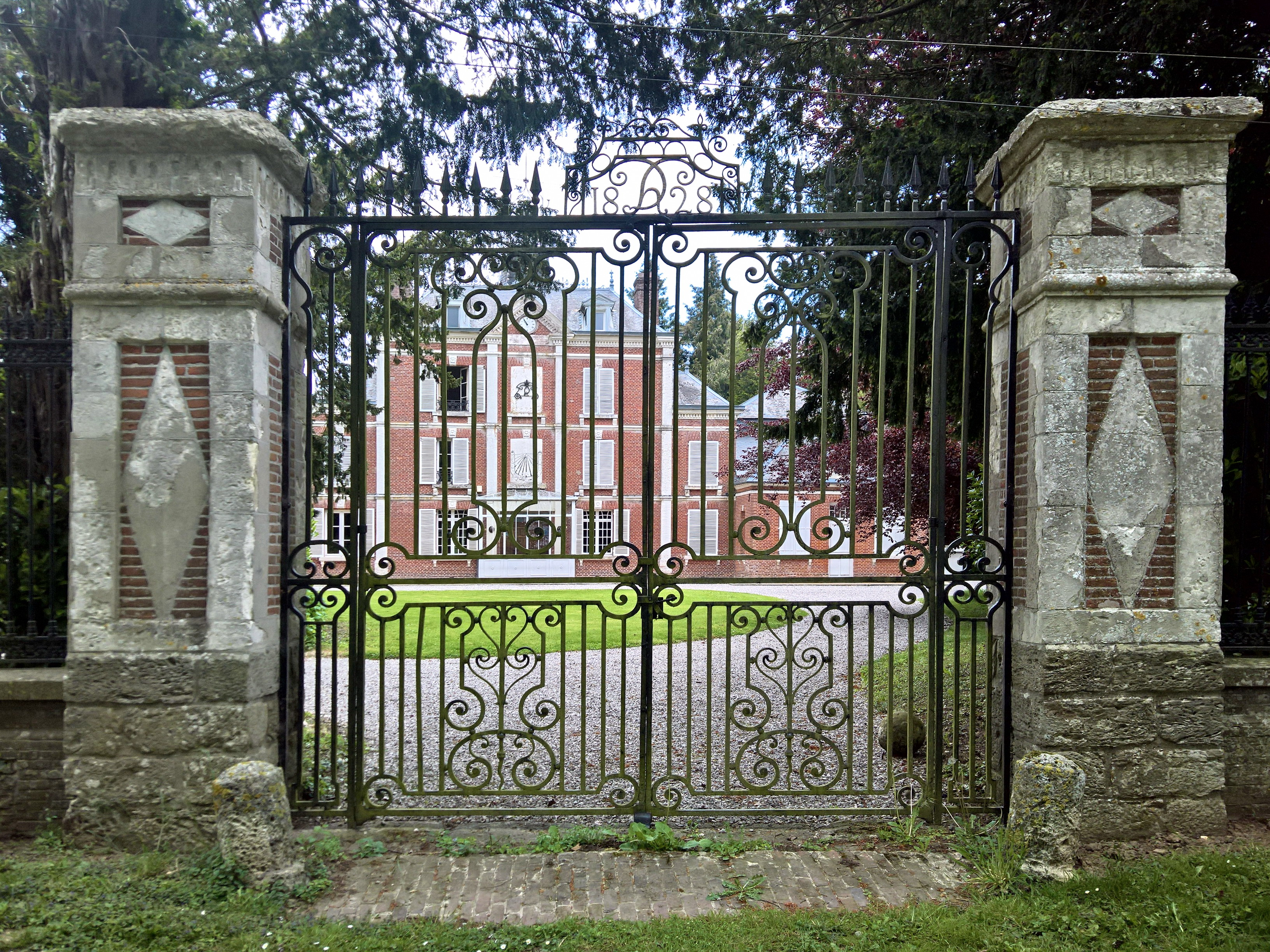
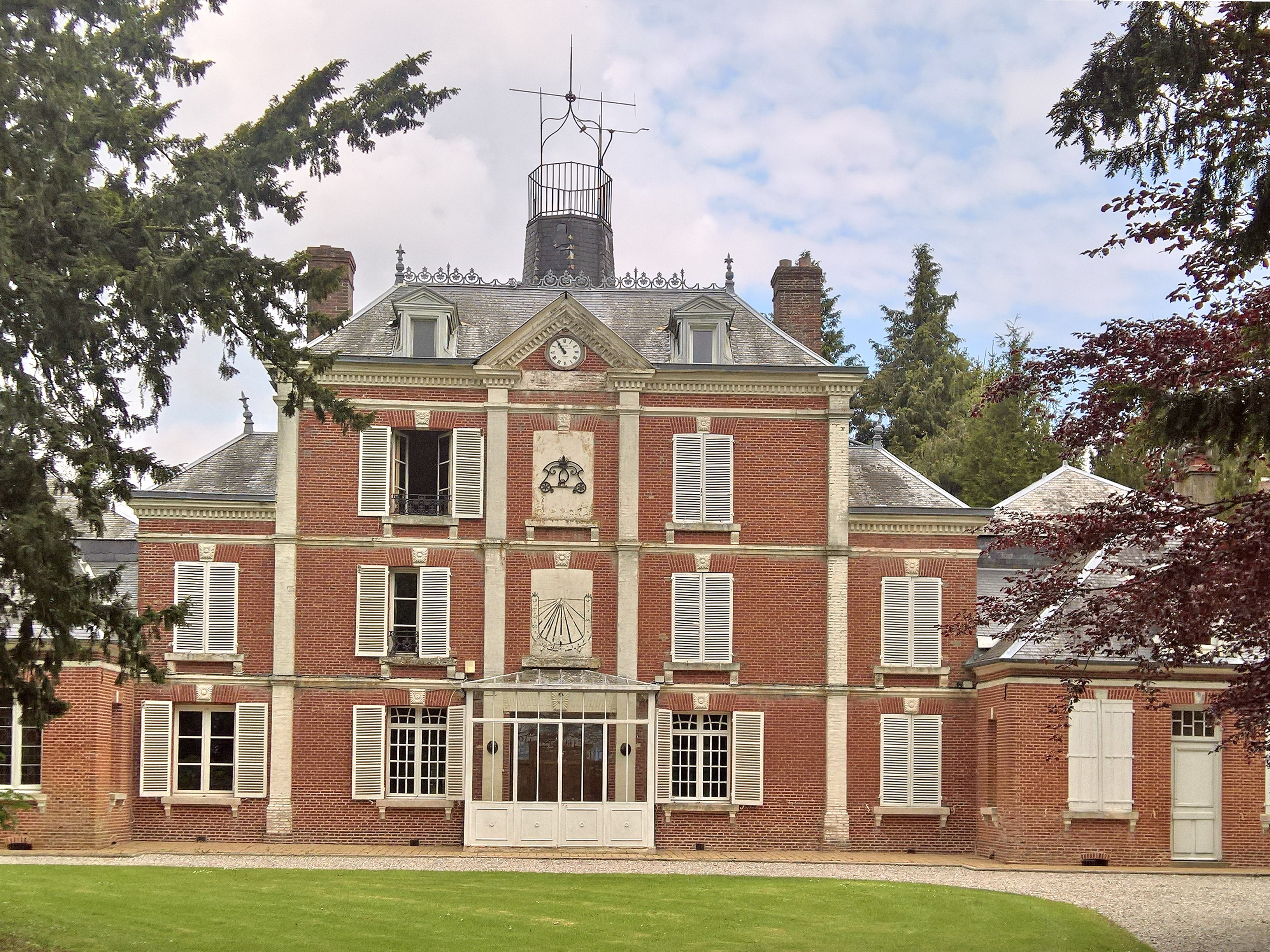

- Château de Colagnies-des-Bois, et son parc
- Église Saint-Arnoult, des XII e et XVIe siècles. La nef, construite en silex, a conservé, au nord comme au sud, deux petites fenêtres en plein cintre, à double ébrasement. Le chœur se termine par un chevet à trois pans et ses maçonneries sont en damier de silex et de grès. Une chapelle se trouve au nord, dont la charpente comprend des sablières décorées d'une frise continue de pampres de vigne[33]

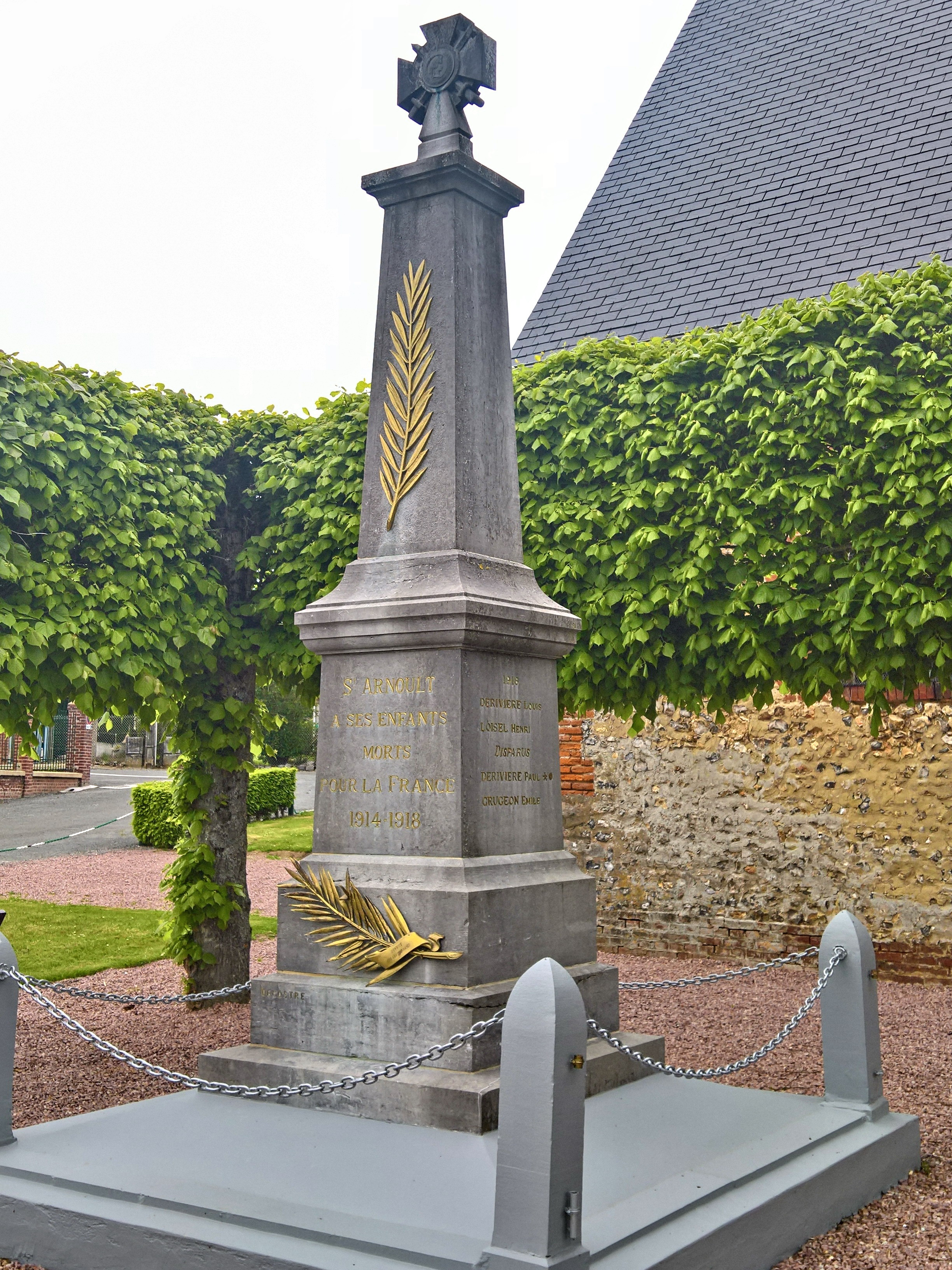
Le monument aux morts.

L'église Saint-Arnoult
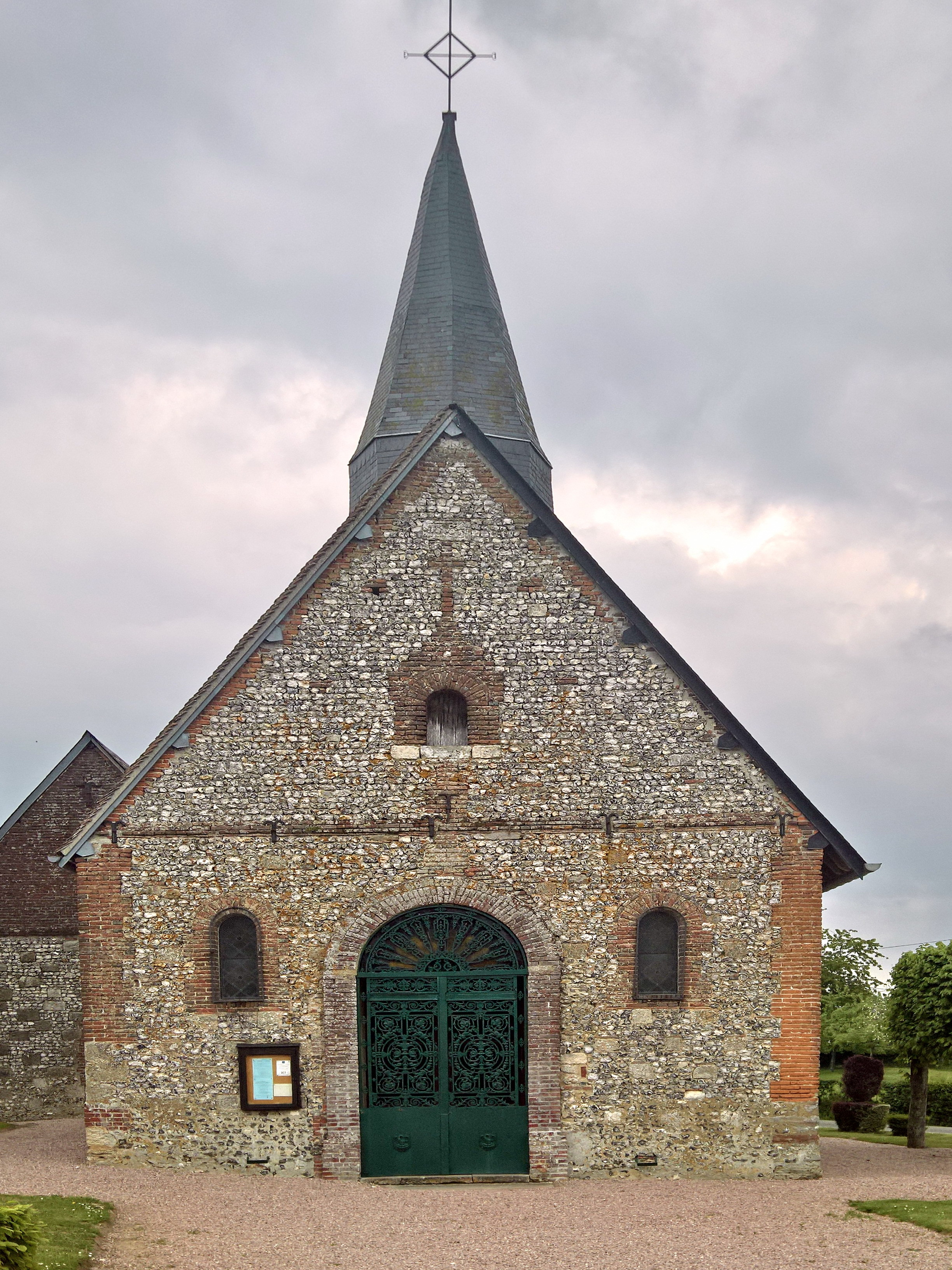
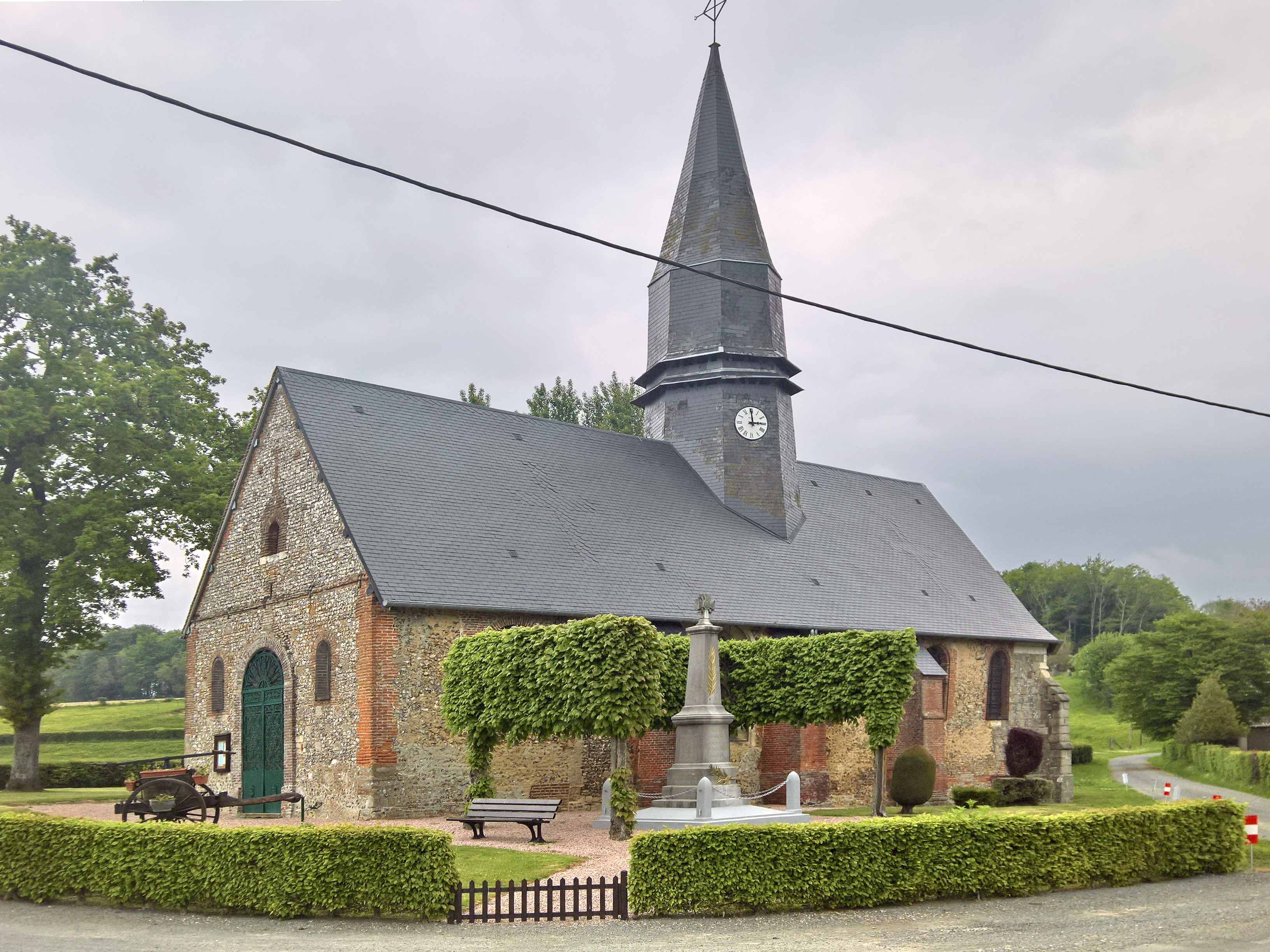
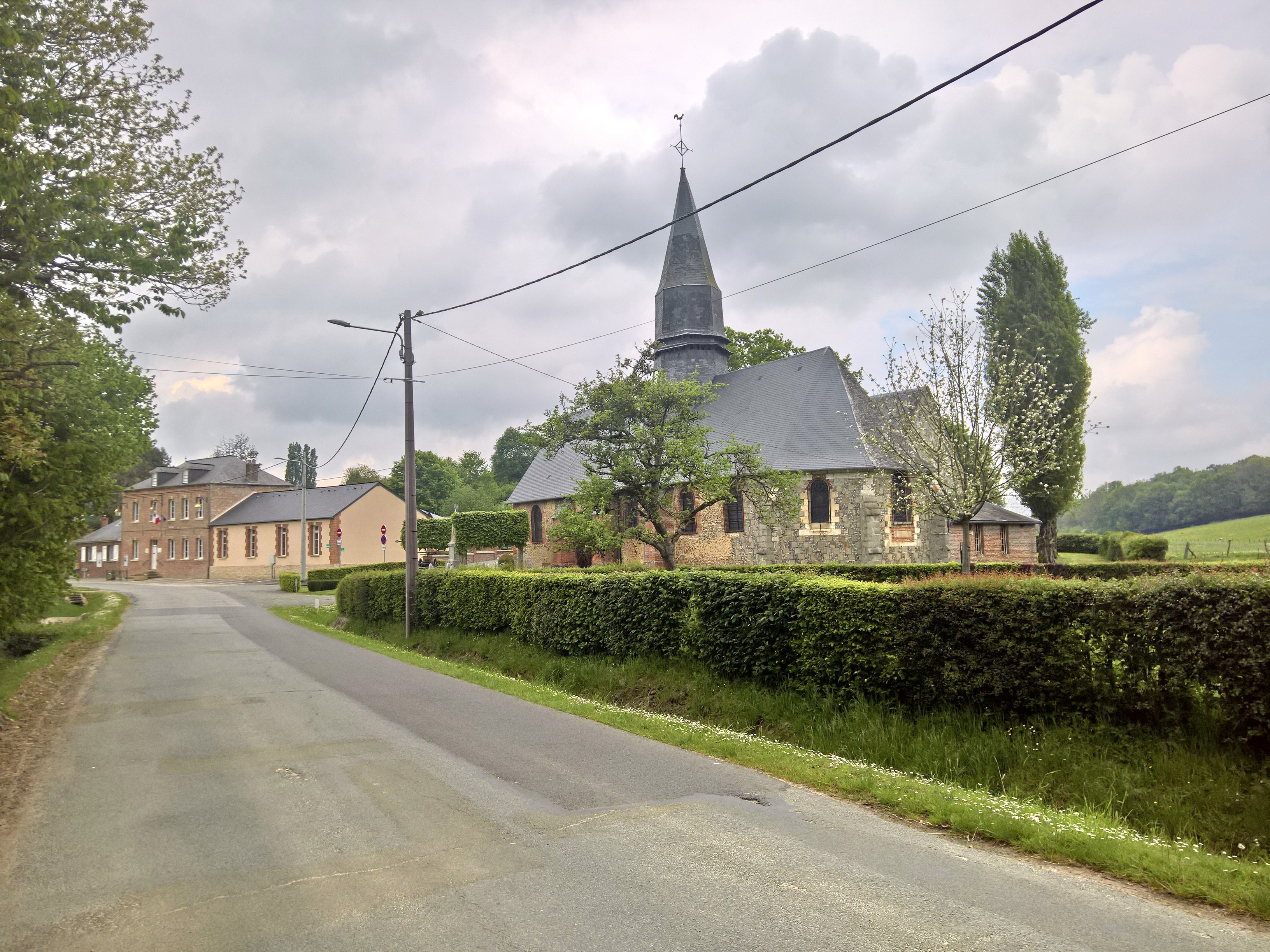

- Chapelles à Marcoquet.

Chapelles à Marcoquet
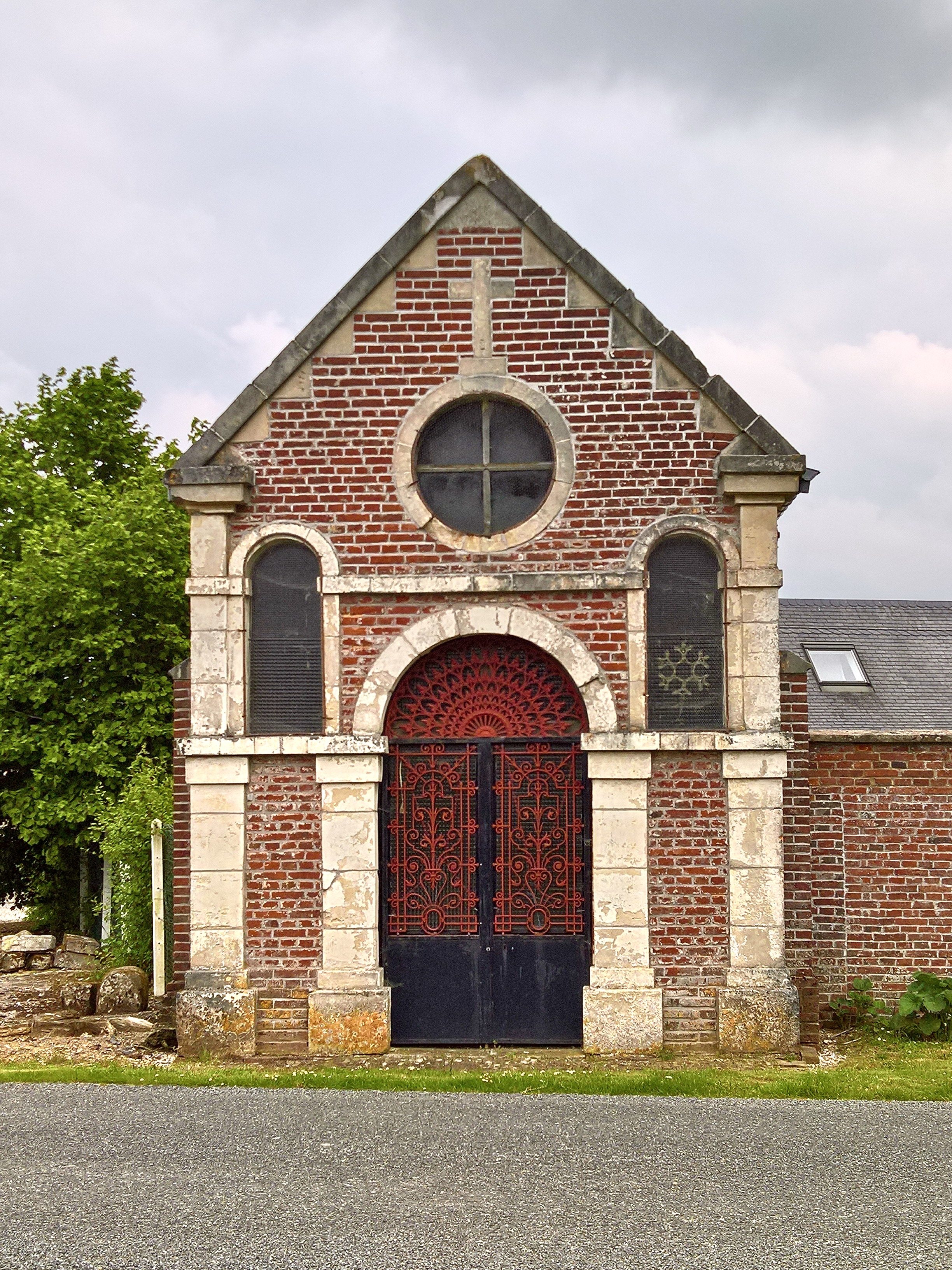
rue François Patte
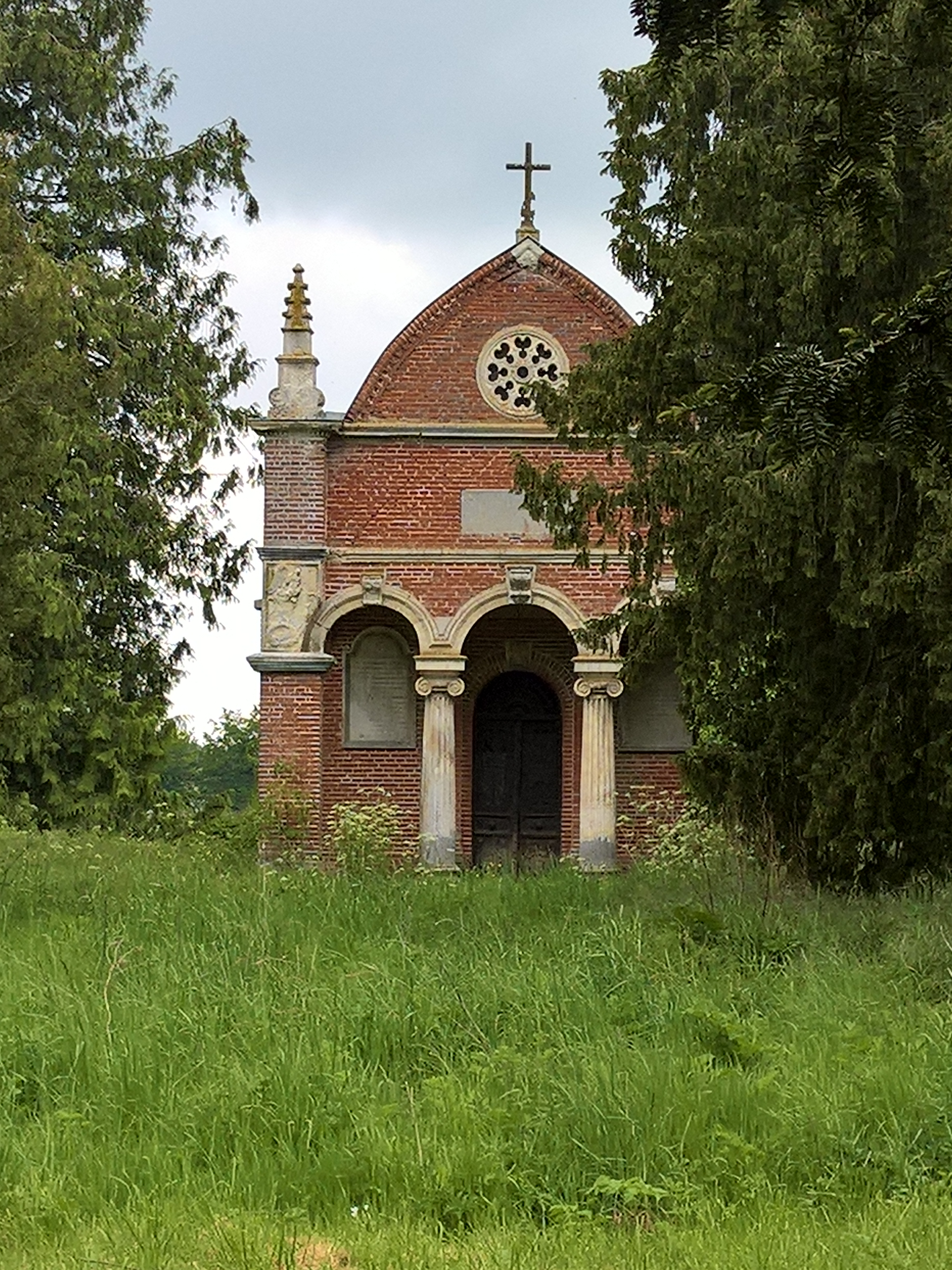
route de Saint-Arnoult

- Monument aux morts

### Personnalités liées à la commune
- Lieu de résidence de la princesse de Prusse Audrey Ire.[réf. nécessaire]

### Héraldique
| Blason de Saint-Arnoult | Blason  | Écartelé en sautoir : aux 1er et 4e d'or plain, aux 2e et 3e de sinople à un fourquet de brasseur d'argent ; à la crosse de gueules brochant sur le tout. |
| Blason de Saint-Arnoult | Détails | Le fourquet de brasseur est attribut de saint Arnoult, et la crosse est pour l'ancien prieuré local. Le statut officiel du blason reste à déterminer.     |